# Joanna Bækkelund
Joanna Bækkelund (10 december 2000) is een Noors voetbalspeelster. Ze speelt als verdediger voor Kolbotn IL in de Toppserien.

## Clubcarrière
Bækkelund begon op zesjarige leeftijd met voetballen bij Lyn Fotball. Met deze club kwam ze in 2015 uit in de 1. divisjon. Ze wist in 2017 met deze club naar de Toppserien, het hoogste Noorse voetbalniveau, te promoveren. Op zeventienjarige leeftijd groeide ze uit tot aanvoerster van de club. Voorafgaande aan het seizoen 2020 kwam Lyn in geldnood en deed Bækkelund afstand van haar profcontract om de club te helpen in de moeilijke tijd.
In januari 2022 maakte Bækkelund de overstap naar het Zweedse Eskilstuna United DFF uitkomend in de Damallsvenskan. In december 2022 werd haar contract echter alweer ontbonden nadat deze club eveneens in financiële moeilijkheden was geraakt. Diezelfde maand tekende ze een contract bij competitiegenoot Växjö DFF. In maart 2023 werd ook bij deze club haar contract ontbonden. Een maand later keerde Bækkelund terug naar Noorwegen om voor Kolbotn IL te gaan spelen.

## Statistieken
| Seizoen | Club                  | Land      | Competitie     | Wedstrijden | Doelpunten |
| ------- | --------------------- | --------- | -------------- | ----------- | ---------- |
| 2018    | Lyn Fotball           | Noorwegen | Toppserien     | 20          | 1          |
| 2019    | Lyn Fotball           | Noorwegen | Toppserien     | 15          | 1          |
| 2020    | Lyn Fotball           | Noorwegen | Toppserien     | 15          | 0          |
| 2021    | Lyn Fotball           | Noorwegen | Toppserien     | 17          | 1          |
| 2022    | Eskilstuna United DFF | Zweden    | Damallsvenskan | 21          | 0          |
| 2023    | Växjö DFF             | Zweden    | Damallsvenskan | 0           | 0          |
| 2024    | Kolbotn IL            | Noorwegen | Toppserien     | 12          | 0          |
| 2025    | Kolbotn IL            | Noorwegen | Toppserien     | 0           | 0          |
| Totaal  | Totaal                | Totaal    | Totaal         | 100         | 3          |

Laatste update: 1 januari 2025

## Interlandcarrière
Bækkelund komt sinds 2024 uit voor Noorwegen -23. Met Noorwegen -19 kwam ze eerder uit op het EK 2018 in Zweden en het EK 2019 in Schotland.